# Астуры

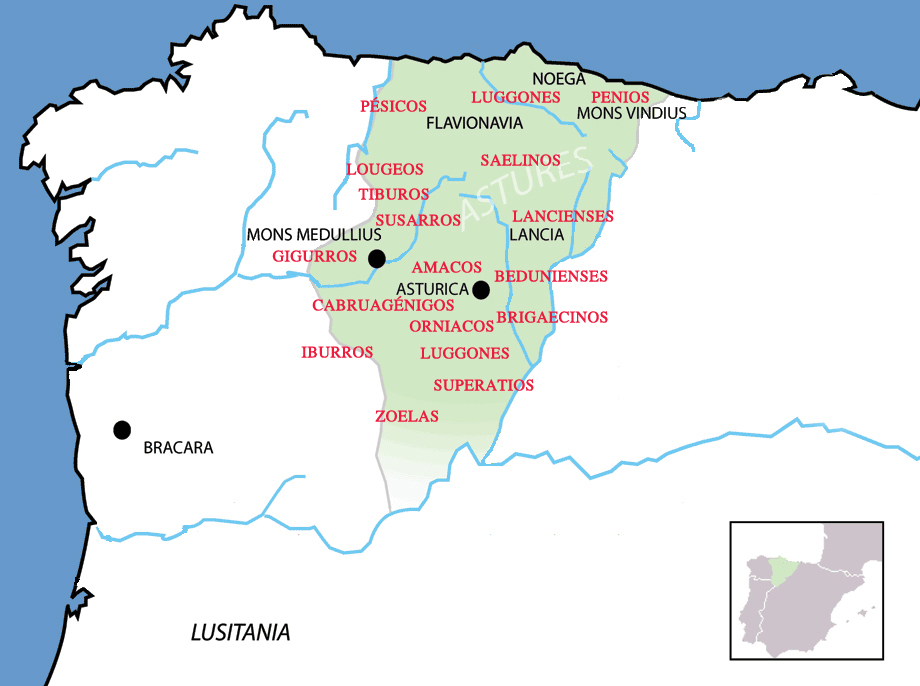
Conventus Asturum

Астуры (лат. Astures) — испано-кельтский народ в составе галлеков, обитавший в северо-западной части Пиренейского полуострова.

## Территория
Территория, где проживали астуры, охватывала земли современного автономного сообщества Астурия, запад Луго, Оренсе, Леон и север Саморы (Испания), а также восток Траз-уж-Монтиш и Алту-Дору в Португалии.
Астурам принадлежали города Ланция (ныне Вильясабарьего — Леон), Астурика (Асторга — Леон), Монс Медуллиус (Лас-Медулас? — Леон), Бергидум (Какабелос, близ Вильяфранка-дель-Бьерсо — Леон), Бедуния (руины Castro de Cebrones в провинции Леон), Алига (Алиха? — Леон), Курунда (руины Castro de Avelhães близ Траз-уж-Монтиш и Алту-Дору), Lucus Asturum (Луго-де-Льянера — Астурия), Бригеций (Бенавенте — Самора) и Неметобрига (Пуэбла-де-Тривес — Оренсе); последний играл роль религиозного центра.
Считается, что происхождение и образование этой культуры, среди прочего, базируется на смешении автохтонного населения, чьё происхождение не совсем ясно, с группами людей, прибывших сюда из центрально-европейской зоны. Тем не менее, этнический ансамбль этой группы людей не кажется очевидным, и большинство исследователей склоняются к мнению, что понятие «астуры» было только условностью, употребляемой римлянами по прибытии на северо-запад полуострова.
Речь шла о локальных общественных группах, организованным согласно положению долин и более мелким территориальным единицам. Это можно подтвердить особенностями, которые присутствуют в керамических украшениях Железного века и которые обозначают региональные особенности. Лингвистические корни сомнительны, но имеется явное присутствие терминов, связанных с индоевропейской группой кельтов.
Из классических текстов мы узнаём некоторые их племена, такие как песики, тибуры и хигурры. Их соседями были галлеки, кантабры и ваккеи. Они сохранили некоторые астурийские черты, такие как система поселения, плотная и разрозненная, основанная на самодостаточных деревнях, коллективное возделывание земли и общие традиции. Их два основных ядра (оппидумы) были Ноэга близ Хихона и Лансия в Вильясабарьего в нескольких км от Леона.
В первую очередь, возможно, что этноним Astures, Estures или Stures изначально обозначал одну из многочисленных народностей, которые по культурному родству составляли племя астуров, а впоследствии случилось так, что этим же словом стали называть и весь народ, живший в округе, как это было с галаиками и Kallaekos. В любом случае, кажется несомненным, что астуры получили своё название, так как жили у берегов реки Astura (Еslа).
Этимология слова делит его на корень Steu-r (широкий), применяемый к понятию «водный поток», что придаёт ему смысл «труднопроходимого». Это было всего лишь определение для описания наиболее важной реки на территории астуров. Этот же самый корень сохранился в санскрите: Sthura (широкий, плотный), авестийском Stura (широкий, протяжённый), германском Stur (широкий), исландском Stura, и различных формах немецкого и англосаксонского: Stieren, Stiuri, Stiura, Stiure, Steuer, Steor и т. д.
Хотя нелегко встретить слова, производные от этого корня в современных кельтских языках, он, должно быть, имел общее значение в галльском судя по количеству сохранившихся гидронимов. В Цисальпийской Галлии также жило племя Esturos на реке Stura. На сегодняшний день существует три реки под названием Stour в Кенте, Суффолке и Дорсете, а также реки Esla (Astura) и Astuera (прежняя Astora) в Колунге (Астурия). Все они — результат естественной эволюции кельтских дифтонгов, превратившей дифтонг eu сначала в ou и позже в u.
Для слова Astura появилась другая гипотеза: оно могло произойти от баскского ura (вода), asturu (удача, судьба), aztikeria (магия), aztura (привычка), и в таком случае было бы оригинально баскское название кельтского племени или территории, занимаемой ими. Традиционно ударение в слове astures ставится на букву «у», но Хосе Луис Моралехо опубликовал в 1977 году работу, где утверждал, что ударение должно падать на первый слог: ástur, ástura и ástures.
Начало этой культуры датируется 6 веком до н. э., возможно, это связано со столкновениями между Oestrimnios и Saefes, согласно Авьено. Saefes — первый кельтский народ, пришедший в Галисию в 11 веке до н. э. и покоривший Oestrymnio, но это в первую очередь повлияло на сферы религии, политической организации и морские связи с Британией и Ирландией. Их очень воинственный характер отметил Страбон, сказав, что победить их было труднее всех в Лузитании.

## Племена
Плиний Старший, Помпоний Мела и Страбон говорят о двух основных группах, разделённых Кантабрическим хребтом: astures аugustanos (gigurri, lancienses и zoelas), или cismontanos со столицей в Астурике (Асторге, Леон), чьи владения простирались до реки Дуэро, и astures transmontanos (песики, луггоны), жившие между реками Селла и Навиа. Плиний Старший писал о 22 поселениях в Conventus Asturum с населением примерно 240 тыс. человек. Птолемей, в свою очередь говорил о 21 городе и 10 поселениях.

## Образ жизни
Астуры обитали в каменных круглых домах сухой кладки.

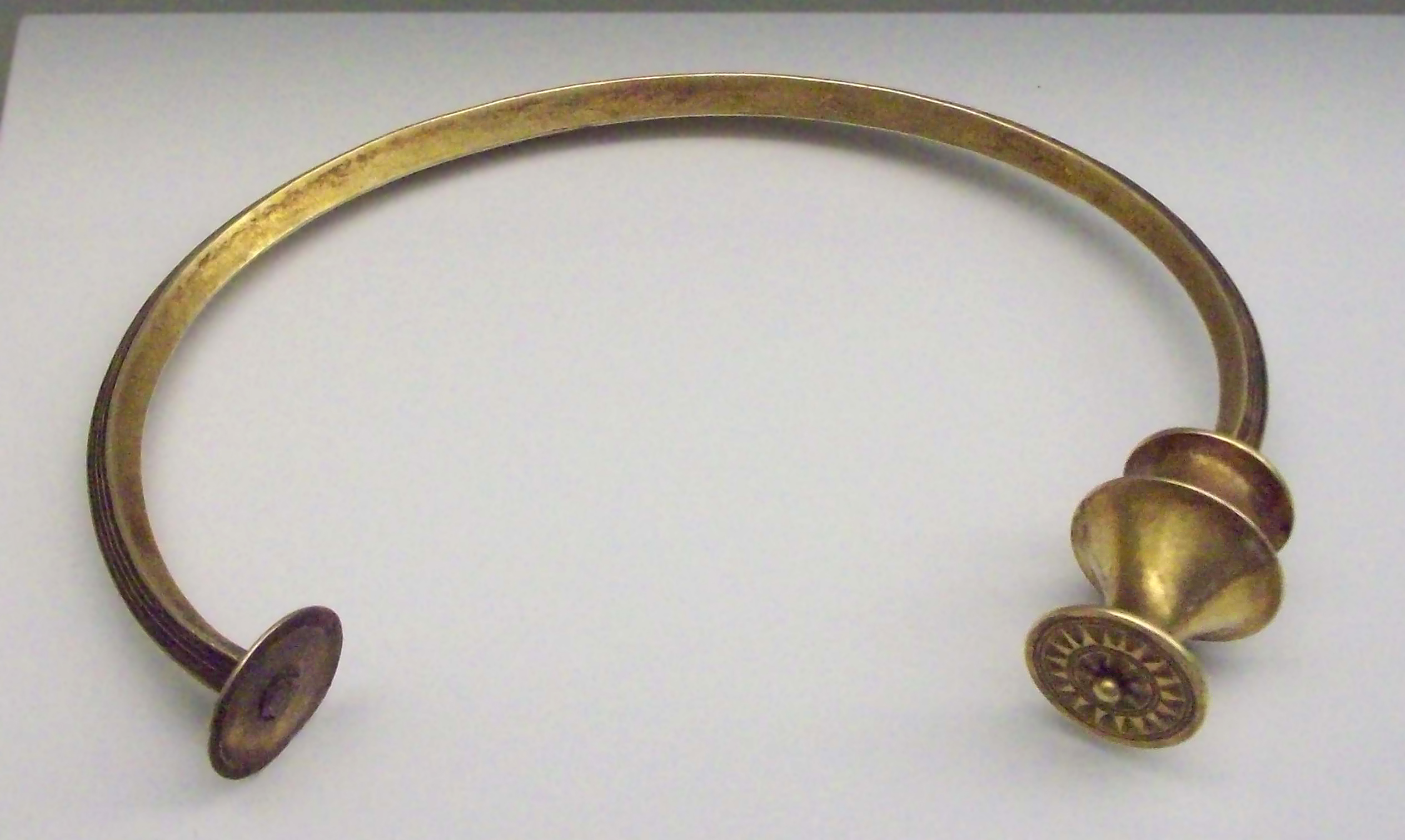
Золотая шейная гривна галлекско-астурского происхождения (ок. IV—II вв. до н. э.)

Астуры вместе с кантабрами совершали набеги на римские посты в низинах; их репутацию подтверждают античные историки, в частности, Флор («Duae validissmae gentes, Cantabriae et Astures, immunes imperii agitabant») и Павел Орозий («duas fortissimas Hispaniae gentes»). Археологические данные свидетельствуют, что астуры занимались высокогорным пастушеством, ездили на лошадях, и дополняли рацион продуктами натурального хозяйства (земледелия), которое вели на склонах и в долинах. Они разводили в основном овец и коз, изредка крупный рогатый скот, а также местную породу горных лошадей (en:Asturcon), известную в античности и сохранившуюся до наших дней. По мнению Плиния Старшего, это были низкорослые ездовые лошади, несколько крупнее пони, с легким ходом, очень быстрые, которых тренировали как для охоты, так и для боевого применения.
В течение большей части года основным источником пищи служили жёлуди, которые они накапливали на зиму, высушивая их и размалывая в муку. Эту муку они использовали для выпечки долго хранившегося хлеба. На своих немногочисленных (в доримский период) полях они выращивали ячмень, из которого изготавливали пиво (Zythos), а также пшеницу и лён. Из-за того, что они производили лишь небольшое количество сельскохозяйственной продукции, а также из-за своего воинственного характера, они нередко совершали набеги на земли ваккеев, сельское хозяйство которых было намного более развитым. Лукан называет их «бледными искателями золота» («Asturii scrutator pallidus auri»).

## Происхождение
Предки астуров, вероятно, проникли на территорию Астурии в ходе экспансии ранней гальштатской культуры с её исторической родины (нынешние Бавария и Богемия) через территорию Галлии, затем через Пиренеи — в Испанию и Португалию. К VI в. до н. э. они соорудили ряд кастро (укреплённых поселений на холме) вдоль побережья Бискайского залива.

## Язык
Как показывают недавние эпиграфические исследования, астуры говорили на одном из Q-кельтских языков, как и их соседи галлеки, лукийцы и браккарийцы.

## Культура
По мнению классических авторов, семья астуров была матрилинеальной, когда женщина наследовала семейное имущество и владела собственностью.
Согласно классическим авторам (Страбону в частности), общественная структура имела черты матриархата: женщина была собственницей имущества и наследницей, мужчина обеспечивал жену, а их дочери наследовали имущество и выбирали жён для своих братьев. Женщина производила на свет ребёнка и продолжала заниматься своими ежедневными делами, тогда как мужчина заботился о новорожденном — covada, которая предписывает отцу во время родов вести себя так же, как роженица, даже чувствовать боль, как при схватках, с последующим уединением, ограничениями в питании и сексуальным табу.
Все жители гор вели простой образ жизни: пили воду, спали на земле и носили длинные волосы, как женщины. Ели сидя: у них были каменные скамейки у стен. Еда подавалась по очереди. Во время питья они танцевали в кругу под аккомпанемент флейты и корнета или же прыгая и приседая… Все носили преимущественно чёрные плащи и спали на соломе, завернувшись в них. Женщины одевались в блузы и платья с цветочными украшениями. Использовали деревянные контейнеры… сбрасывали с высоты обречённых на смерть и убийц и забрасывали их камнями за пределами города или за границей территории. Укладывали больных вдоль дорог, как египтяне в прошлом, чтобы проконсультироваться с путешественниками, чем страдают бедняги. У них красноватая соль, но при измельчении она становится белой. Такова была жизнь горцев Иберии: галлеков, астуров, кантабров и даже басконов в Пиренеях, так как она была идентичной у всех них. Их характер был замкнутым и диким не столько из-за жизни в постоянной вражде, сколько из-за обособленного положения. Также бедная и гористая территория некоторых из них должна была усилить недостаток культуры. Их уборные никто бы не назвал чистыми, так как они мылись мочой, которую также сохраняли в банках для чистки зубов, что также говорилось о кантабрах и их соседях. Это всё и то, что они спали на голой земле, было характерно и для иберов, и для кельтов.
Одевались в рубахи с поясом, что было общей чертой всех кантабрийских народов. Для их изготовления использовали чёрную шерсть овец особой местной породы. Женщины красили их растительными красками в яркие цвета. Обувь напоминала современные деревянные башмаки. Они обладали глубокими знаниями в естественной медицине, используя для лечения разнообразные лекарственные растения. Использовали барки, сшитые из кожи, в которых только киль был деревянный, похожие были и у лузитан, ирландцев, бретонцев и саксов.
Астуры жили в укреплённых поселениях на холме («кастро»), которые сооружались в стратегически важных местах. Кастро с круглыми стенами на территории современных провинций Астурия и Леон, тогда как кастро с прямоугольными стенами обнаружены в равнинных местах. Среди воинов были как мужчины, так и женщины.

## Религия
Большинство астурских племён, подобно лугонам, почитало кельтского бога Луга. В местной топонимии упоминаются и другие кельтские божества, такие, как Таранис или Белен. Возможно, они также почитали божество по имени Бусгосу. Так же, как и в других культурах предположительно преиндоевропейского происхождения, астуры поклонялись богам-защитникам, олицетворяющих силы Природы. Благодаря записям Страбона, мы знаем, что они боготворили Луну как главную богиню духовности и фертильности, так как жили в период матриархата или в условиях перехода к патриархату. Мы узнаём об их богах из сохранившихся топонимов или из римских и средневековых документов, дошедших до нас. Вот некоторые из их божеств:
- Белен, отождествлённый древними историками с Аполлоном. С ним связан такой топоним, как San Xuan de Beleño (Ponga).
- Коссо: воинственное божество, которому поклонялись на северо-западе полуострова и у римлян идентифицировалось с Марсом. Ему приносили в жертву коз, буйволов и лошадей.
- Ка́ндаму: бог растительности и родников, в честь которого назван один из астурийских муниципалитетов и природный парк в Леоне Кандамия.
- Луг;
- Таранис: бог, которого историки прошлого отождествляют с Аресом, возможно, имеет отношение к топонимам Таранес (Понга), Тараньу (Кангас-де-Онис), Тарна и Тараньа (Йавиана и Сьеро).
- Теленон: бог силы, молнии или борьбы. Астуры верили, что он жил на вершине горы Телену (как она теперь называется).
- Целая плеяда менее значимых богов: sumicios (вроде невидимых домовых или гоблинов), хаnas (нимфы, живущие в пещерах, источниках и реках), busgosu (или мusgosu — получеловек с ногами и рогами, как у барана) и nuberu (повелевавший временем, штормами и бурями, градом, губя урожай, согласно представлениям астуров).[4]

## История
Астуры впервые засвидетельствованы в исторических источниках в конце 3 в. до н. э. в числе испанских наёмников в войсках Гасдрубала во время битвы при Метавре в 207 г. до н. э.. После Второй пунической войны их история менее известна: они изредка упоминаются в источниках, касающихся Лузитанских, Кельтиберских или Римских гражданских войн 2-1 вв. до н. э. Вновь они появляются в историографии накануне 1-й Кантабрийской войны в конце 1 в. до н. э.. Под предводительством полководца Гаузона (бывшего торговца) объединённые силы астуров и кантабров попытались противостоять наступлению Октавиана Августа, направленного на завоевание всего северо-запада Иберии, и даже поддержали неудачное восстание ваккеев в 29 г. до н. э.. Кампания против астуров и кантабров оказалась настолько сложной, что потребовала личного присутствия императора, чтобы приободрить 7 легионов и морскую эскадру.
Первая римская кампания против астуров, которая началась весной 26 г до н. э., была успешно завершена в 25 г. до н. э. церемониальной капитуляцией Монса Медуллуса лично Августу, что позволило последнему вернуться в Рим и совершить церемонию закрытия ворот храма Януса в том же году в знак мира. Покорение оставшихся крепостей астуров было поручено Публию Каризию, легату Лузитании, который у Ланции заманил в ловушку астурского полководца Гаузона и остатки его войск и вынудил сдаться под угрозой сжечь город. Астуры были побеждены римлянами, но так и не были до конца завоёваны, и их племенной уклад жизни мало изменился.
Согласно официальной римской истории, падение этого последнего укрепления завершило завоевание астурских земель, которые наряду с землями галлеков и кантабров были включены в состав новообразованной провинции Трансдуриана.
Несмотря на жёсткую политику «умиротворения» местного населения, которую проводил Август, область проживания астуров оставалась нестабильной и в ней периодически вспыхивали восстания, которые астуры нередко организовывали вместе с кантабрами. Партизанские действия вынуждали постоянно держать в этих землях оккупационные силы вплоть до середины 1 в. н. э. Новые восстания в 24-22 гг. до н. э. (2-я астуро-кантабрийская война), в 20-18 гг. до н. э. (3-я астуро-кантабрийская война) были развязаны беглыми кантабрскими рабами из Галлии и были жестоко подавлены римским полководцем Марком Виспанием Агриппой. В 16-13 гг. до н. э. вспыхнуло последнее астуро-кантабрское восстание, которое подавил Август.
Астуры входили в римскую армию, из них были сформированы:
- I ала астуров,
- I Испанская ала астуров,
- I когорта астуров,
- I конная когорта астуров,
- I когорта астуров и галлеков,
- II ала астуров,
- II конная когорта астуров,
- II когорта астуров и галлеков,
- III ала римских граждан астуров,
- V когорта астуров
- VI когорта астуров и другие подразделения.

## Романизация
Включённые в состав римской провинции Тарраконская Испания, астуры, тем не менее, медленно подвергались ассимиляции и сохраняли родной язык и кельтскую религию в течение всего римского периода. Также они сохраняли свои воинские традиции, позволявшие им снабжать римскую армию вспомогательными кавалерийскими частями, которые участвовали в походе Клавдия на Британию в 43-60 гг. н. э. С другой стороны, надпись на вотивной стеле, посвящённой центурионом Примпилием из en:Legio VI Victrix, награждённого за храбрость в бою, подтверждает, что астуры подняли восстание в 54 г. н. э., которое вылилось в новую партизанскую войну, не засвидетельствованную античными историографами, и продолжавшуюся 14 лет вплоть до подавления в 68 г. н. э. Астуры пережили короткий период возрождения во время германских вторжений в Рим в IV в. н. э., пока не были окончательно побеждены визиготами и включены в состав Вестготского королевства в начале VI в. н. э.

## Наследие
В раннем Средневековье, а точнее, в период Реконкисты, имя астуров сохранилось в названии Королевства Астурия, а также в названии современного города Асторга в провинции Леон.